# Nacidos para cantar
Nacidos para cantar es una película coproducción de Argentina y México dirigida por Emilio Gómez Muriel según el guion de Alfredo Ruanova que se estrenó el 5 de mayo de 1965 y que tuvo como protagonistas a Juan Ramón,  Violeta Rivas,  Enrique Guzmán Julissa y Zulma Faiad.

## Sinopsis
Un actor fracasado convence a su hijo para que sea médico cuando en realidad éste quiere ser cantante.

## Reparto
- Juan Ramón
- Violeta Rivas
- Enrique Guzmán
- Zulma Faiad
- Julissa
- Los TNT
- Mario Fortuna
- Jorge Luz
- Vicente Rubino
- Chucho Salinas
- Marcela Barrié
- Chico Novarro
- Claudio Martino
- Mario Savino
- Horacio Bruno

## Comentarios
Jaime Potenze dijo en La Prensa:

”El saldo es un aturdimiento general.”

El Mundo opinó:

”La intención consiste en tejer en torno a ellos un relato cómico sentimental que les sirva a manera de vehículo y que en ningún momento los aleje del tono intrascendente.”